# Brión mac Echach Muigmedóin
Brión mac Echach Muigmedóin (ou Brían), fils d'Eochaid Mugmedón, est un roi irlandais légendaire et potentiellement historique du IVe / Ve siècle, il est l'ancêtre éponyme des Uí Briúin.

## Biographie légendaire
Brión est l’aîné des demi-frères de Niall Noigiallach c'est-à-dire : Niall aux Neuf Otages et l'un des trois frères dont sont issus les Connachta Brión est réputé avoir été roi de Connacht. Selon la chronologie irlandaise traditionnelle son père meurt en 362. Les descendants de  Brión, les  Uí Briúin, fournissent de nombreux rois du Connacht et ses familles royales pendant les douze siècles suivants. Un de ses descendants par les Uí Briúin Aí est Toirdelbach Ua Conchobair, qui devient Ard ri Erenn en 1166.
Un récit « La mort violente de Crimthann mac Fidaig et des trois fils d'Eochaid Muigmedón » raconte l'histoire des fils d'Eochaid Mugmedón. Selon ce conte, Brión était le favori de sa mère Mongfind (en), la sœur de Crimthann mac Fidaig (d. 367), roi de Munster. Elle cherchait à assurer à Brión la succession d'Eochaid mais après sa mort la guerre éclate avec son beau-fils Niall Noigiallach. Lorsqu'elle réalise que le conflit tourne à son désavantage, elle intrigue pour que Crimthann devienne
Ard ri Erenn et envoie Brión au loin apprendre le métier des armes. Lors du retour de Brión au bout de sept années, Mongfind empoisonne son frère afin de libérer le trône pour Brión.
C'est cependant, Niall qui obtient le trône et fait de Brión son champion et le collecteur de ses rentes et otages. Brión accède au trône de
Connacht et mène une guerre contre son frère Fiachrae. Brión défait Fiachrae lors de la bataille de Damchluain, près de Tuam, dans le Comté de Galway. Son frère prisonnier est envoyé à Tara. Toutefois le fils de Fiachrae Dathí ou Nath Í rallie ses partisans et défait Brión qui est tué lors de la seconde bataille de Damchluain. Brión est inhumé à Ross Camm. Fiachrae libéré devient le nouveau roi de Connacht.

## Postérité
Selon Tírechán (en), Patrick d'Irlande visite le Hall des fils de Brión à Duma Selchae en Mag nAí, mais il ne donne pas leurs noms. Un passage semblable de la Vita sancti Patricii, composée sans doute au IXe siècle, nome six fils. Une série de sources postérieures composées à partir du XIe siècle énumèrent la progéniture de Brión qu'elle évalue à pas moins de 24 noms.
Nul doute que la montée en puissance des Uí Briúin est à l’origine de ce gonflement du nombre de descendants, alors que les tribus et les septs qui entraient sous la souveraineté des Ui Briúin se dotaient d’ancêtres les liant de manière généalogique à leur suzerain Ui Briúin Umaill, probablement aussi Ui Briúin Ratha et Ui Briúin Sinna.
On considère désormais que Daui Galach, désigné comme le fils Brión dans les annales est un doublon du roi Dauí Tengae Umai.

## Sources
- (en) Francis John Byrne, Irish Kings and High-Kings, Londres, Batsford, 1973 (ISBN 0-7134-5882-8).
- (en) T.W Moody, F.X. Martin, F.J. Byrne A New History of Ireland IX Maps, Genealogies, Lists. A companion to Irish History part II. Oxford University Press réédition 2011  (ISBN 9780199593064) Kings of Connacht to 1183 p. 206.
- (en) Dictionary of Irish Biography article de Ailbhe Mac Shamhrain, Brion